# 서우리
서우리(1982년 ~)는 대한민국의 가수다. 2014년 싱글 앨범 [뺨 때리는 여자]로 데뷔했다.

## 방송
- 미스터트롯2 - 새로운 전설의 시작 (2022) - Top119

## 음반
- 1st Single (2012)
- 또 하루를 살아 (2012)
- 뺨 때리는 여자 (2014)
- 내사랑 영숙이 (2015)
- 해로 (2018)
- 내 생의 하이라이트 (2019)